# ألعاب المحيط الهادئ المصغرة 2009
ألعاب المحيط الهادئ المصغرة 2009 أقيمت في جزر كوك من 21 سبتمبر 2009 إلى 2 أكتوبر 2009. تم افتتاحها رسميا من قبل إليزابيث الثانية. شارك فيها 21 بلداً.

## الرياضات
تم التنافس في الرياضات التالية:
- ألعاب قوى
- ملاكمة
- غولف
- سباعيات الرجبي
- كرة شبكة
- لعبة البولينج
- اسكواش
- كرة طاولة
- رفع أثقال
- سباق ثلاثي

## البلدان المشاركة
- ساموا الأمريكية
- جزر كوك
- ولايات ميكرونيسيا المتحدة
- فيجي
- غوام
- كيريباتي
- ناورو
- كاليدونيا الجديدة
- نييوي
- جزيرة نورفولك
- جزر ماريانا الشمالية
- بالاو
- بابوا غينيا الجديدة
- ساموا
- جزر سليمان
- تاهيتي
- توكيلاو
- تونغا
- توفالو
- فانواتو
- والس وفوتونا